# سنديان شايب
السنديان الشايب نوع نباتي شجري من جنس السنديان من الفصيلة الزانية.

## الموئل والانتشار
ينتشر هذا النوع في معظم مناطق جنوب شرق الولايات المتحدة.